# Lepidolaenaceae
Lepidolaenaceae, porodica jetrenjarki smještena u red Porellales. Priznata su tri roda s ukupno 18 vrsta.
Prvi fosil u ovoj porodici je Gackstroemia cretacea, otkriven 2014. godine u Mjanmaru.

## Rodovi
1. Gackstroemia Trevis.
2. Lepidogyna R.M.Schust.
3. Lepidolaena Dumort.

## Vanjske poveznice
- Lepidolaenaceae